# Ansalonga
Ansalonga é uma localidade de Andorra, situada na Paróquia de Ordino. Situada a 1.331 metros de altitude, sua população em junho de 2024 foi estimada em 56 habitantes.
Na localidade encontra-se a Igreja de São Miguel, dedicada ao arcanjo homônimo. A capela, com campanário de espadana, possui um retábulo de madeira do final do período gótico e um frontal de altar com motivos vegetais, típicos da decoração sacra de Andorra.